# جمیله علایلی
جمیله علایلی (به عربی جمیلة العلایلی؛ متولد منصوره در مصر، ۲۰ مارس ۱۹۰۷ – درگذشته ۱۱ آوریل ۱۹۹۱) یک شاعر و رمان‌نویس اهل مصر بود که با عقایدی دربارهٔ زنان مقابله کرد که در آن زمان توسط مردان تحصیل کرده مورد قبول اجتماعی قرار گرفت.
او تنها عضو زن انجمن آپولو بود که به گروه تأثیرگذار شاعران، نویسندگان و هنرمندانی تبدیل شد که به نمایندگی از موج اول مدرنیسم در ادبیات عرب شهرت یافتند.
در مارس سال ۲۰۱۹، گوگل دودل در سالگرد تولد ۱۱۲ سالگی علایلی نشان خود را در خاورمیانه و شمال آفریقا برای بزرگداشت او تغییر داد.